# Pírcing al prepuci
El pírcing al prepuci (també conegut com a Oetang) és una perforació que passa pel prepuci del penis. És l'equivalent masculí del pírcing al prepuci clitorial de les dones.
És una perforació que generalment cicatritza ràpidament i és senzill de fer. L'únic requisit per fer-lo és que l'home no hagi estat circumcisat (o almenys que hagi quedat prou prepuci de la circumcisió per poder practicar la perforació).
El pírcing pot estimular sexualment a causa de la seva fricció amb el gland. També s'ha utilitzat aquest pírcing per la infibulació masculina.

## Història
A Birmània, aquest pírcing ja s'ha usat amb el nom d'Oetang.
També s'ha fet als adolescents «per a protegir-los» contra la masturbació i, de vegades, s'utilitza en cercles BDSM, però s'ha de seguir constantment la higiene íntima (especialment a causa de l'esmegma).

## Realització

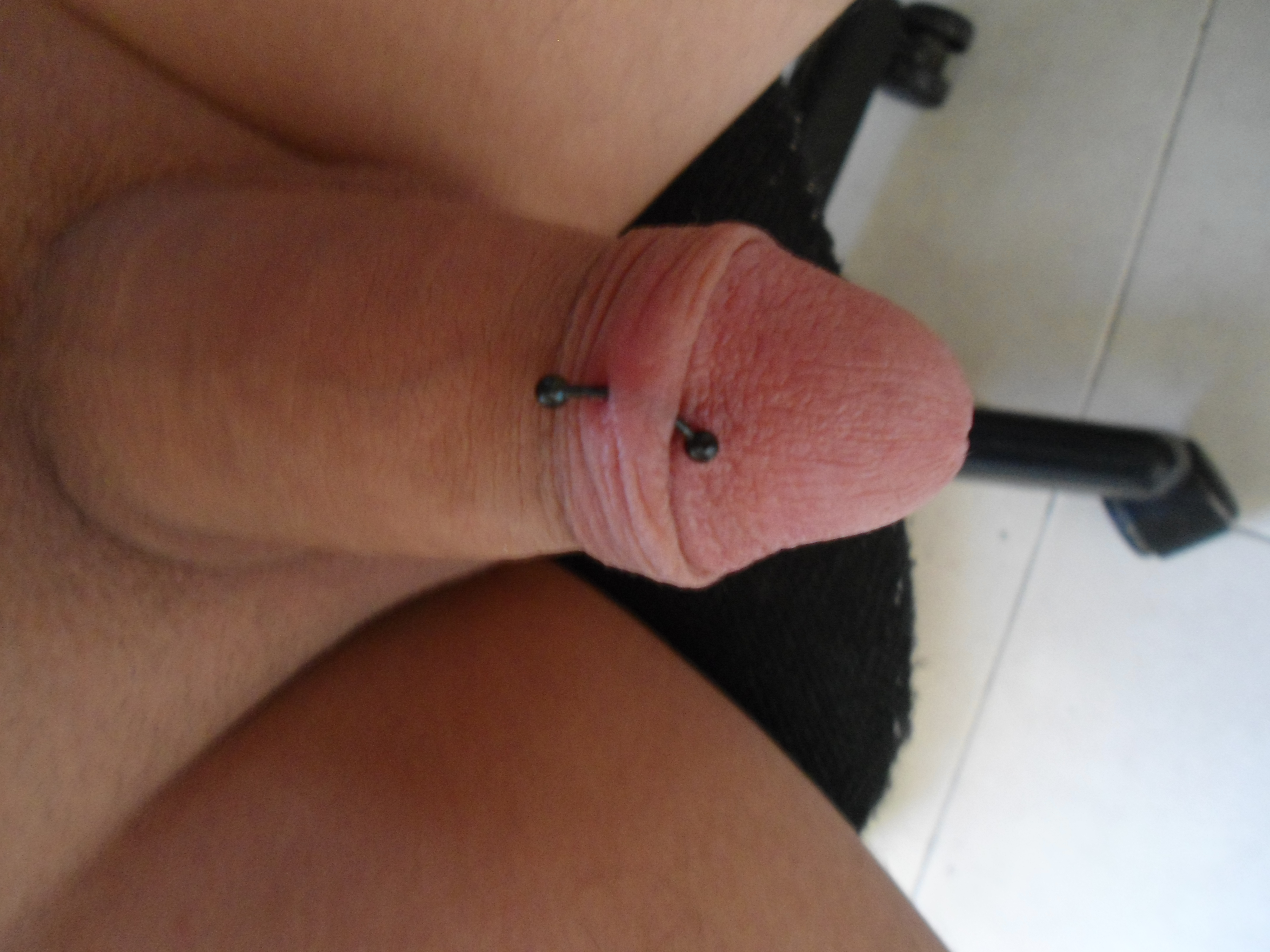
Pírcing al prepuci en un penis circumcisat

El pírcing es pot col·locar a qualsevol lloc, però preferiblement més a prop de la vora frontal. Sovint també es fan vàries perforacions que es connecten amb un barbell o anell de bola captiva, de manera que el prepuci es manté unit per sobre del gland i no es pot tirar enrere, semblant a una fimosi. Suposadament, aquesta variant ja estava gravada com un pírcing de castedat entre els antics romans.
El temps de cicatrització és d'entre 4 i 8 setmanes.

## Pírcing Kuno
Un tipus específic de pírcing al prepuci que es realitza sota el gland del penis es denomina pírcing kuno. Se suposa que el seu nom deriva de la paraula grega kynodesme (nus de gos).